# Afterburner
Afterburner – dziewiąty album studyjny amerykańskiej grupy ZZ Top osadzony w stylistyce synth-rockowej, wydany w 1985 roku. Album odniósł duży sukces komercyjny, podobnie jak pochodzące z niego single; jednak część fanów zespołu bardzo rozczarował przesyt syntezatorów, jak i automat perkusyjny.
Piosenkę „Can't Stop Rockin'” można usłyszeć w filmie „Wojownicze Żółwie Ninja III” z 1993 roku.

## Lista utworów
1. „Sleeping Bag” – 4:03 (wokal: Billy Gibbons)
2. „Stages” – 3:34 (wokal: Billy Gibbons)
3. „Woke Up with Wood” – 3:45 (wokal: Billy Gibbons)
4. „Rough Boy” – 4:51 (wokal: Billy Gibbons)
5. „Can't Stop Rockin'” – 3:02 (wokal: Dusty Hill)
6. „Planet of Women” – 4:04 (wokal: Billy Gibbons)
7. „I Got the Message” – 3:27 (wokal: Billy Gibbons)
8. „Velcro Fly” – 3:29 (wokal: Billy Gibbons)
9. „Dipping Low (In the Lap of Luxury)” – 3:11 (wokal: Billy Gibbons)
10. „Delirious” – 3:41 (wokal: Dusty Hill)